# Крістіан Ірімія
Крістіан Ірімія (рум. Cristian Irimia; нар. 7 липня 1981, Бухарест, Румунія) — румунський футболіст, правий захисник; більшу частину кар'єри провів у «Спортулі».

## Життєпис
Ірімія почав захоплюватися футболом з шести років, і батьки вирішили відвести його в футбольну школу. Професійну кар'єру Ірімія розпочав у своєму рідному місті в клубі другого дивізіону «Спортул» під керівництвом відомого тренера Дана Петреску. У 2003 році Ірімія зіграв два матчі за молодіжну збірну Румунії. Влітку 2004 року Ірімія слідом за своїм тренером перейшов в «Рапід» (Бухарест), а звідти - в «Динамо» (Бухарест). За цей рік футболіст, за його словами, став тактично грамотнішим і фізично сильнішим. У пресі з'явилася інформація про можливий перехід гравця в «Галатасарай», але в грудні 2004 року він підписав контракт на 5 років з «Динамо» (Київ), в новому клубі він отримав футболку під другим номером. Свій перший матч за «Динамо» Ірімія зіграв 1 березня 2005 проти «Кривбасу», столичний клуб виграв з рахунком 2:0. Однак, він так і не зміг зайняти місце в основі «Динамо» і повернувся в «Спортул», де й розпочинав кар'єру.